# Benito Urgu
Benito Urgu (Oristano, 12 gennaio 1939) è un cantautore, comico, cabarettista, umorista, imitatore e attore italiano.

## Biografia

### Primi anni
Nasce da madre e padre bosani, e fin da ragazzo si distingue per lo spirito goliardico e il particolare acuto senso dell'umorismo.
Non ancora ventenne inizia a esibirsi come cantante con il gruppo Gatto Nero ENAL che, dopo qualche tempo, cambia nome assumendo quello de I nuraghi. In seguito, con il gruppo I Barrittas inizia ad esibirsi nelle sale da ballo e nelle piazze della provincia proponendo, accanto ai migliori brani delle classifiche dell'epoca, alcuni brani di propria produzione quali Su twist 'e Giuannica (Il twist di Giovannina) e Cambale Twist. Quest'ultima canzone raggiungerà gli apici d'ascolto a livello nazionale quando la stessa Rai, negli anni ‘60, la trasmetterà sul primo canale. Benito Urgu e il gruppo de I Barrittas, in costume tradizionale sardo, si dimenano e cantano suscitando divertimento e grande euforia in coloro che li guardano. Queste canzoni saranno i suoi primi cavalli di battaglia.
Lasciato il gruppo, inizia a lavorare come presentatore presso un circo sardo: il circo "Armando", dove apprende i tempi comici e perfeziona le proprie capacità di front man.

### Anni '60: I Barrittas
Terminato il servizio militare al 28º Reggimento "Pavia" di Pesaro, nel 1962, con Francesco Salis (chitarra), Antonio Albano (chitarra), Giuseppe Miscali (basso), Nello Cocco (batteria) e Guido Cocco (tastiere) forma i Visconti. Giuseppe Miscali, per motivi di studio, esce dal gruppo ed è sostituito da Antonio Salis, fratello di Francesco. Si iscrive al premio Arpa d'argento della città di Ozieri e vince.
Il gruppo partecipa con il nuovo nome de I Barrittas (prendendo spunto dal soprannome di Benito che è Berrita, derivato dall'omonimo copricapo sardo) e presenta al concorso, insieme a Su Twist 'e Giuannica di qualche anno prima, il nuovo testo Whisky, birra e Johnny Cola (quest'ultima cantata per la prima volta a Masullas). Quest'ultimo, quadretto ironico sulla gioventù oristanese dell'epoca, sarà anche la sua prima incisione (nel 1964) per la casa discografica Ariel di Gaetano Pulvirenti, dove lavora come direttore artistico Piero Ciampi. Nel 1965 Francesco Salis lascia il gruppo e rientra Giuseppe Miscali.
Insieme a I Barrittas, cui nel frattempo si uniscono anche Antonello e Mariolino Paliano, in sostituzione dei Fratelli Cocco, l'eclettico oristanese inizia a raccogliere i primi discreti successi.
Inseriti nel genere beat, propongono cover in italiano di musica internazionale come Mi appartieni ancora (Go Now dei Moody Blues), Rhonda, aiuto (Help me Rhonda dei Beach Boys) e una versione di Sunshine of Your Love dei Cream (in italiano Ritorno da te), brani country-western come Arizona o Gennargentu o dal sapore più sentimentale come Filo di seta. Con questo repertorio si esibiscono, oltre che in tutta la Sardegna, nei più importanti locali di molte città italiane.
Nel 1966, col loro quarto album si inseriscono con successo nel fenomeno delle messe beat, nato dal desiderio giovanile di poter pregare cantando e suonando con stili e strumenti moderni. Il lavoro si chiama, appunto, La messa dei giovani (i brani composti dal maestro Marcello Giombini) e viene eseguita in prima assoluta nella cappella Borromini a Roma alla presenza di un foltissimo pubblico, dei mass media, compresa una troupe televisiva della Rai. 
Dopo quest'affermazione si esibiscono prevalentemente in città del nord Italia, pubblicando alcune altre cover come Al ristorante (Sea of Joy dei Blind Faith), dopodiché si sciolgono nei primi anni settanta.
Dalle loro ceneri nascono i Salis & Salis, che si inseriscono nel progressive-folk italiano.

### Anni '70
Il successo che gli conferì la notorietà assoluta è il singolo 45 giri Sexy Fonni del 1977, parodia del celeberrimo Je t'aime... moi non plus di Serge Gainsbourg e Jane Birkin. Il componimento recitato e non cantato tratta di un incontro romantico tra un sardo e un'appassionata turista francese, contornato da fraintendimenti linguistici e i gridolini della ragazza. Fanno seguito i Mon cheri Fonni del 1978 e Filodiffusione del 1979.
Sexy Fonni fu tra i maggiori successi del 1977, raggiungendo l'ottavo posto della classifica di vendite della settimana del 5 novembre, il nono posto nella settimana del 9 dicembre, attestandosi al quarantesimo posto della classifica nazionale annuale. Rimane famoso lo scontro in una trasmissione radiofonica tra Urgu ed Adele Faccio, all'epoca leader del Partito Radicale e del movimento femminista italiano. La Rai non esitò ad inserirlo in una rubrica umoristica del TG2 Omnibus, dove una stampa di un soldato del Regno di Sardegna muove le labbra duettando con delle caste foto di nudo femminile a colori falsati.
Negli ultimi anni del decennio, insieme a una nuova formazione musicale da lui creata, I Porsei, e con la collaborazione di Antonello Martinez, dà vita ad uno spettacolo comico-musicale, il primo varietà itinerante nell'isola. Sempre con Antonello Martinez, fino al 1984 porta in scena lo spettacolo Marianna e il marocchino.

### Anni '80
Nei primi anni ottanta scrive musiche e testi per Su Mummuttone, insieme ai Salis & Salis, Antonio Lotta [Janas], Antonio Sardu, e Marina Faggioli. Si tratta di un musical in lingua sarda, prima opera nel suo genere.
Tra il 1982 e il 1985 lo accompagna nelle piazze il gruppo Il Monello, con grande successo confermato dal pubblico. Il gruppo era composto da: Antonio Novello e Marcello Demontis alle chitarre, Piergiorgio Sarais alla batteria, Tore Sarai al basso, Antonello Langiu e Luciano Oppo alle tastiere, Alverio Cau alla voce e Dino Salis al mixer.
Inizia quindi a collaborare stabilmente prima con Filippo Martinez (che abbandonò la stretta collaborazione nel 1990, limitandosi a sole piccole collaborazioni saltuarie), nonché con Alverio Cau e poco più tardi anche con Alessandro Fois che da quel momento e sino ad oltre gli anni 2000 fu l'unico autore di tutte le musiche originali delle canzoni e degli spettacoli di Benito Urgu. Con il loro aiuto, tra il 1984 e il 1992 mette in scena una serie di spettacoli di grande successo: Visitors, Polvere di stelle, La Prefica, Un giorno in pretura (che vede l'esordio in veste teatral-comica di Pier Francesco Loche), Chi l'ha visto, Ciccitta è facendo salciccia, Tuttourgu, Latte e cozze, Bugie, Tonteddu. Ogni spettacolo viene inciso su musicassetta e immesso sul mercato, ottenendo un'ottima accoglienza da parte del pubblico.
In questi lavori vengono messe in risalto le sue doti di caratterista e sono portati in scena espressioni, modi di dire, strutture grammaticali e modalità di pronuncia al confine fra sardo e italiano regionale, ripescati dal linguaggio comune e assemblati in maniera esilarante.
Nel 1988 Gambale twist è menzionato nel romanzo L'oro di Fraus di Giulio Angioni. Urgu interpreta inoltre lo spot della Mobil Clam, con la regia di Filippo Martinez, vincendo il premio nazionale della pubblicità.

### Anni '90
Nel 1990 Urgu viene chiamato da Piero Chiambretti a collaborare al fortunato programma televisivo Prove tecniche di trasmissione, in onda su Rai 3 per il quale scrive insieme ad Alessandro Fois la sigla finale, purtroppo andata in onda solo nelle ultime puntate del programma. Altre varie canzoni di Fois e Urgu sono state proposte durante tale programma.
Nel 1992 mette in scena insieme ad Alessandro Fois, Alverio Cau e un folto cast lo spettacolo Boghes de Domo, attualmente unico musical sardo in Limba sarda (nato dalla rielaborazione ed estensione della precedente commedia musicale Su Mumutone), con composizioni musicali di Alessandro Fois, Francesco e Antonio Salis e Antonio Lotta e testi di Benito Urgu e Alverio Cau. Di tale opera usci poco dopo anche un'edizione discografica omonima su CD ed attualmente reperibile anche nei principali streaming service. L'opera, successivamente, fu trasmessa in versione ridotta anche da Rai 3 e andò in replica vari anni dopo (2001) in forma di tournée nei principali teatri della Sardegna per la produzione degli stessi Benito Urgu e Alessandro Fois (quest'ultimo anche in veste di co-protagonista al fianco di Benito).
L'anno seguente partecipa a Piacere Raiuno, condotto da Toto Cutugno, e alla trasmissione di Rai Tre La Piscina con Alba Parietti. Nel medesimo anno viene scelto dalla regista Anna di Francisca per recitare nella serie TV, prodotta dalla Rai e girata a Cagliari, Casanostra, su musiche di Alessandro Fois. La fiction partecipa ed è selezionata in vari festival e premi (Umbria Fiction, Prix Europa 92, Premio Italia 93, etc). È poi Autore e Interprete, della commedia musicale Boghes de domo, prodotta e trasmessa dalla Rai sulla terza rete.
Nel 1992 viene ancora chiamato a recitare in Felice, una sit-com ambientata in un condominio romano, ancora una volta con colonna sonora di Alessandro Fois.
Nel 1997 lavora al fianco di Piero Chiambretti a L'inviato speciale, in onda su Rai uno e a Carosello, con Ambra Angiolini, su Rai 2.
Partecipa anche in Rai al programma "Carosello" condotto da Alba Parietti, in veste di macchietta comica con l'ausilio di Alessandro Fois come figurante.
Al termine degli anni '90 mette in scena lo spettacolo "La luna nera" ancora con Alessandro Fois come partner scenico principale e come autore delle musiche originali.

### Anni 2000
Nel 2001 è con Giorgio Panariello a Torno Sabato, fortunata trasmissione del sabato sera di Rai Uno. Si parlò di un vecchio debito: Urgu era infatti una vecchia conoscenza di Panariello, perché quando Panariello era sconosciuto al grande pubblico e lavorava presso i villaggi turistici era solito emulare i personaggi creati dal cabarettista sardo che venivano talvolta toscanizzati, e utilizzava le sue stesse battute. Una delle battute di Urgu, coniata diversi decenni fa, l'occasione fa l'uomo ragno, è stata di recente usata da Panariello con Vanessa Incontrada nello spot pubblicitario della Wind. Lo stesso Panariello lo ha confermato durante una trasmissione, raccontando che quando faceva il militare a Iglesias e andava a vedere gli spettacoli di Benito Urgu rimaneva molto affascinato dal personaggio; quando riuscì a conoscerlo di persona lo stesso Urgu gli consigliò di prendere spunto dai personaggi reali della sua regione, la Toscana, così come lui faceva con i personaggi sardi. I due comici sono così rimasti molto amici e spesso Urgu partecipa con le sue tipiche incursioni agli spettacoli che Panariello porta in giro per l'Italia.
Nel 2004 e 2005 è al fianco, ancora una volta, di Piero Chiambretti in Markette - Tutto fa brodo in TV e Markette doppio brodo, in onda su LA7. E con il varietà Mattagà, in scena durante il periodo estivo.
Nel 2006 lavora con Nino Frassica, prima nel varietà Suonare Stella in onda su Rai 2, e poi a Colorado Cafè, in onda su Italia 1. A marzo è in scena la prima del nuovo spettacolo teatrale Gnogno.
Nel 2008, ancora con Frassica, partecipa al programma di Carlo Conti I migliori anni in onda su Rai Uno in cui interpreta la parte dell'"ospite internazionale". 
Il tormentone che lo vede coinvolto è quello in cui Frassica gli chiede: "sei sardo sardo?" e Urgu risponde: "Sardissimo!". Quando Frassica gli chiede poi "Dimostramelo!", Urgu si mette a cantare Gambale twist.
Nel 2009 è confermato per il secondo anno consecutivo nei I migliori anni, stavolta facendo incursioni non annunciate.

### Anni 2010
Nel 2010 ritorna per la terza volta a I migliori anni, interpretando un concorrente del reality show Disfactor, parodia di X Factor; con lui ci sono Francesco Scali nella parte dell’altro concorrente Gianfranco Padda, Nino Frassica nel ruolo del giudice ed il comico-ballerino Luigi Igiul come membro della giuria al fianco di Frassica. Nelle gag è spesso coinvolto anche Carlo Conti, anche in questo caso nel ruolo di giurato.
Nel 2012 torna sul piccolo schermo, portando i suoi personaggi comici all'interno della trasmissione dell'emittente sarda Videolina.
In quegli anni Benito Urgu ha lavorato anche a Radio Rai Sardegna col regista Filippo Martinez e con lo scrittore Giulio Angioni. Sempre nel 2012, sul grande schermo, è nel film di Alessandro Capone E io non pago - L'Italia dei furbetti e l'anno successivo ne L'arbitro, per la regia di Paolo Zucca.
Nel 2016 partecipa al primo film di Pino & gli anticorpi, Bianco di Babbudoiu.
Nel 2019, il consiglio comunale di Marrubiu in provincia di Oristano dove lui vive da oltre vent'anni gli assegna il Marrubino d'oro. Lui in cambio compone una samba per il prossimo carnevale 2020.

### Anni 2020
Nel 2019 e nel 2020 torna nel piccolo schermo con Jacopo Cullin, nella trasmissione Officine Lapola, su Videolina. Nel 2021 compare nel film Mollo tutto e apro un chiringuito di Pietro Belfiore. Decide di ritirarsi dalle scene nel 2024 con un ultimo spettacolo, il 5 aprile al Teatro Auditorium di Cagliari, in cui ripercorre 60 anni di carriera.

## Discografia parziale

### Discografia con I Barrittas
Album in studio
- 1965 - I Barrittas
- 1966 - Sardegna mia
- 1968 - La messa dei giovani
- 1969 - The Mass for Peace

Album dal vivo
- 1966 - La messa dei giovani (con Angel and the Brains e The Bumpers)

Raccolte
- 1997 - I Barritas
- 2007 - Sa pacchia

Singoli
- 1964 - Cambale twist/Whisky, birra e Johnny Cola
- 1964 - Ziu Paddori
- 1965 - Su e giù
- 1965 - Angelo rosso
- 1965 - Mi seu fattu ai sposu
- 1965 - Tabù
- 1965 - Sardegna mia
- 1965 - Non uccidere
- 1966 - Gloria (Gloria al Signore)
- 1967 - Dusu amigusu
- 1967 - Filo di seta
- 1968 - Sanctus
- 1968 - Non uccidere
- 1968 - Ho bisogno di te
- 1970 - Ritorno da te

#### Partecipazioni
- 1966 - AA.VV. La messa dei giovani

### Discografia solista

#### Album
- 1977 - Benito Urgu (La Strega Records, LS 002)
- 1978 - Mon cheri Fonni (CGD/Record Bazar)
- 1979 - Su mamutone (con i Salis, Tirsu, TRC 293, ristampato nel 2004 con etichetta Frorias/Aido Musa 24)
- 1980 - Tonteddu '80 (Tirsu, TRC 275 - Ristampa: Frorias, MCK 0196)
- 1980 - Tonteddu Jouer (BU 001)
- 1982 - Tore Mitraglia (BU 002)
- 1983 - Riso in scatola (BU 003)
- 1984 - Bugie (BU 004)
- 1984 - Busta chiusa (BU 005)
- 1985 - Mariana e il marokino (BU 006)
- 1985 - Le più belle canzoni di Benito Urgu (BU 007)
- 1985 - Due cagliaritani a New York (BU 008)
- 1986 - Latte e cozze (BU 009)
- 1986 - Il pelo nell'uovo (BU 010)
- 1986 - Visitors (dal vivo, BU 011)
- 1987 - Vivo '87 (dal vivo, BU 012) con I Barrittas
- 1988 - Mammarap (Gemelli Urgu) (BU 00)
- 1988 - Polvere di stelle (BU 013)
- 1988 - Un poeta un po' no (BU 014)
- 1989 - Risoterapia/Tirritiridillì (BU 015)
- 1989 - Un giorno in pretura (BU 016)
- 1990 - La porsea (BU 017) con I Barrittas
- 1990 - Schegge - I segreti di Twin Pirri (BU 018)
- 1990 - Chi l'ha visto l'ha visto (BU 019)
- 1990 - Apelle '90 (Fuà Records, BU 020)
- 1990 - Hey D.J. me lo metti un lento? (Cruisin' Records)
- 1991 - Cicitta è facendo salciccia (dal vivo, Fuà Records, BU 021)
- 1991 - Nastro del ciel (Fuà Records, Fuà 001)
- 1992 - Racconti di finestra (BU 022)
- 1993 - Palà Benito (BU 023)
- 1993 - C.D. Ceva (CD BU 01)
- 1994 - M...signor Molente (BU 024)
- 1995 - Omine furadu (Frorias, BU 025, MC ristampata su CD come "Pontemannu")
- 1998 - DuemilaUrgu (BU CD 001)
- 2004 - Agrituristi (Frorias, BU 026)
- 2004 - Cubando (Frorias, CD 2004/9)
- 2005 - Boghes de domo (Frorias, CD 2005/1)
- 2005 - Mattagà (Frorias CD 2005/5)
- 2008 - Il brutto anatroccolo (Giorgio Gaslini, Maria Pia De Vito, Benito Urgu, Paolo Fresu) (La Nuova Sardegna/Time in Jazz, TJ 008)
- 2010 - Sardo sardo

#### Raccolte
- 2004 - Benito Urgu - L'unione Sarda: La biblioteca dell'identità N°4

#### Singoli
- 1977 - Sexy Fonni
- 1978 - Mon cheri Fonni
- 1979 - Filodiffusione
- 1980 - Mammarap
- 1984 - Sotto le ascelle
- 1990 - Prove tecniche di trasmissione
- 1990 - C'è da spostare una pecora (cover ironica di C'è da spostare una macchina di Francesco Salvi)
- 2005 - Il pecorello e Calvizio
- 2005 - Fa' l'amore e bò
- 2014 - Io ce lai
- 2014 - Il gallo di legna - Duetto con Nino Frassica (Singolo digitale, pubblicato solamente su YouTube)
- 2018 - Per chi non lo sla (Comici Sardi Uniti)
- 2021 - Mulata en bici
- 2022 - Cantagrillo
- 2022 - Canzoncina (Io Ce Lai)
- 2022 - Luna madruguera
- 2022 - Posada
- 2022 - Su twist de Giuannicca

#### Partecipazioni
- 1998 - Gianni Drudi Il ritorno del Grillo Parlante, duetto nel brano Macaregna che carogna
- 1998 - Gli avanzi di balera Birre, gazzose e gin fizz, nel brano Cambale Twist
- 2009 - Artisti vari Grassias a Deus, nei brani Grassias a Deus e Pontemannu
- 2022 - Clara Serina From “Lady Oscar” to the movie “Buon lavoro”, nel brano Baila condominio

## Videografia
- 1994 - Ichnos, la grande giornata della musica (Tam Tam Edizioni)
- 2005 - Mattagà - Laivi 2005 (2 DVD)
- 2006 - Io ce lai (DVD Singolo)

## Filmografia

### Cinema
- Ogni lasciato è perso, regia di Piero Chiambretti (2001)
- Un'estate al mare, regia di Carlo Vanzina (2008)
- E io non pago - L'Italia dei furbetti, regia di Alessandro Capone (2012)
- L'arbitro, regia di Paolo Zucca (2013)
- Bianco di Babbudoiu, regia di Igor Biddau (2016)
- Buon lavoro , regia di Marco Demurtas (2018)
- L'uomo che comprò la Luna, regia di Paolo Zucca (2019)
- Mollo tutto e apro un chiringuito, regia di Pietro Belfiore, Davide Bonacina, Andrea Fadenti, Andrea Mazzarella e Davide Rossi (2021)

### Televisione
- Casa nostra, regia di Anna Di Francisca  - serie TV (1991)
- Felice, regia di Anna Di Francisca  - serie TV (1992)
- Via Zanardi, 33 - serie TV (2001)

### Documentari
L'insolito ignoto - Vita acrobatica di Tiberio Murgia, regia di Sergio Naitza (2012)

## Programmi televisivi
- Prove tecniche di trasmissione, con Piero Chiambretti (Rai 3, 1990)
- Piacere Raiuno, con Toto Cutugno (Rai 1, 1991)
- La piscina, con Alba Parietti (Rai 3, 1991)
- L'inviato speciale, con Piero Chiambretti (Rai 1, 1997)
- Carosello, con Ambra Angiolini (Rai 2, 1997)
- Torno sabato, con Giorgio Panariello (Rai 1, 2001)
- Markette - Tutto fa brodo in TV, con Piero Chiambretti (LA7, 2004-2005)
- Suonare Stella, con Nino Frassica (Rai 2, 2006)
- Colorado, con Nino Frassica (Italia 1, 2006)
- I migliori anni con Carlo Conti (Rai 1, 2008-2010)
- Lapola no Cost (Videolina, 2011-2012)
- Officine Lapola (Videolina, 2020)

## Teatro
- Il brutto anatroccolo, di Giorgio Gaslini (1997)
- Boghes de Domo (2006) musical
- Mattagà (2005)[10]

## Libri
- Facce Toste, Filippo Martinez (prefazione), Carlo Pettinau (postfazione), Grafiche Ghiani, 2012.

## Riconoscimenti
- 2019 - Candidatura al migliore attore non protagonista per L'uomo che comprò la Luna;
- Arpa d'argento
  - 1964
- Marrubino d'oro
  - 2019
- Premio nazionale della Pubblicità
  - 1990 – 1º Posto per lo spot della Mobil Clam, regia di Filippo Martinez